# Love takes time (Orleans)
Love takes time is een single van Orleans. Het is de eerste single afkomstig van hun album Forever. Het plaatje haalde in mei 1979 de elfde plaats in de Billboard Hot 100. Andere verkoopcijfers zijn niet bekend. Na Still the one en Dance with Me zou het de populairste single van Orleans blijven.
De B-kant Isn't it easy was afkomstig van dezelfde elpee.